# Landkreis Forchheim
Der Landkreis Forchheim liegt im Süden des Regierungsbezirks Oberfranken in Bayern. Er ist Mitglied der Metropolregion Nürnberg.

## Geografie

### Lage
Ein großer Teil des Landkreises liegt in der Fränkischen Schweiz. Den Westen des Landkreises durchfließt, von Nürnberg/Erlangen kommend, von Süd nach Nord die Regnitz, die bei der Kreisstadt Forchheim die von Osten kommende Wiesent und weiter flussabwärts, an der Kreisgrenze zum Landkreis Bamberg, die von Westen kommende Aisch aufnimmt. Weiter im Süden bei Erlangen mündet zudem die ebenfalls durch den Landkreis Forchheim fließende Schwabach auch in die Regnitz. Etwa parallel zur Regnitz durchzieht der Main-Donau-Kanal das Kreisgebiet. Der höchste Punkt des Landkreises ist die Silberecke (602 m ü. NHN) bei Hiltpoltstein.

### Nachbarkreise
Der Landkreis grenzt im Uhrzeigersinn im Norden beginnend an die Landkreise Bamberg, Bayreuth, Nürnberger Land und Erlangen-Höchstadt.

## Geschichte

### Landgerichte
Der größte Teil der Gegend um Forchheim stand bis zur Besetzung des Hochstifts Bamberg durch bayerische Truppen am 29. November 1802 fast 800 Jahre lang unter der Oberhoheit des Bischofs von Bamberg. Nach der Eingliederung in Bayern wurden 1803 im heutigen Kreisgebiet die Landgerichte Forchheim und Gräfenberg gegründet, die sowohl für die Justiz als auch für die Verwaltung zuständig waren. Sie gehörten zunächst zum Pegnitzkreis, ab 1808 zum Rezatkreis und ab 1817 zum Obermainkreis, der 1838 in Oberfranken umbenannt wurde.

### Bezirksamt
Das Bezirksamt Forchheim wurde im Jahr 1862 durch den Zusammenschluss der Landgerichte älterer Ordnung Forchheim und Gräfenberg gebildet.
Am 1. Januar 1889 schied die Stadt Forchheim aus dem Bezirksamt aus.

### Landkreis
Am 1. Januar 1939 wurde wie überall im Deutschen Reich die Bezeichnung Landkreis eingeführt. So wurde aus dem Bezirksamt der Landkreis Forchheim.
Am 1. April 1940 wurde die Stadt Forchheim in den Landkreis eingegliedert. Am 1. April 1948 wurde Forchheim wieder kreisfrei.
Der Landkreis Forchheim gehörte bereits vor der Gebietsreform zum Regierungsbezirk Oberfranken. Der Landkreis hatte in den 1960er Jahren 62 Gemeinden, davon eine Stadt und vier Märkte.
Im Rahmen der Gebietsreform in Bayern wurde die Abgrenzung des Landkreises am 1. Juli 1972 geändert:
- Die Stadt Forchheim verlor den Status einer kreisfreien Stadt, wurde in den Landkreis eingegliedert und wurde zur Großen Kreisstadt.
- Aus dem Landkreis Bamberg wechselten die Gemeinden Trailsdorf und Unterstürmig in den Landkreis Forchheim.
- Aus dem aufgelösten Landkreis Ebermannstadt wechselten die Stadt Ebermannstadt sowie die Gemeinden Albertshof, Birkenreuth, Burggaillenreuth, Drosendorf a. Eggerbach, Drügendorf, Engelhardsberg, Eschlipp, Götzendorf, Hagenbach, Hetzelsdorf, Lützelsdorf, Muggendorf, Oberfellendorf, Pretzfeld, Streitberg, Tiefenstürmig, Unterleinleiter, Wannbach, Weigelshofen, Weilersbach, Wohlmannsgesees, Wohlmuthshüll und Wüstenstein in den Landkreis Forchheim.
- Aus dem aufgelösten Landkreis Pegnitz wechselten die Gemeinden Bärnfels, Behringersmühle, Bieberbach, Geschwand, Gößweinstein, Kleingesee, Leutzdorf, Moggast, Morschreuth, Obertrubach, Stadelhofen, Unterailsfeld, Wichsenstein und Wolfsberg in den Landkreis Forchheim.
- Die Gemeinden Großengsee und Wildenfels sowie das gemeindefreie Gebiet Wildenfelser Wald wechselten aus dem Landkreis Forchheim in den Landkreis Nürnberger Land.
- Die Gemeinde Weppersdorf wechselte aus dem Landkreis Forchheim in den Landkreis Erlangen-Höchstadt.

### Gemeinden bis 1972

Landkreis Forchheim, Gemeindegrenzenkarte von 1961

| Stadt 1. Gräfenberg Märkte 1. Eggolsheim 2. Egloffstein 3. Hiltpoltstein 4. Neunkirchen am Brand | Gemeinden 1. Affalterthal (heute Markt Egloffstein) 2. Bammersdorf (heute Markt Eggolsheim) 3. Buckenhofen (heute Große Kreisstadt Forchheim) 4. Burk (heute Große Kreisstadt Forchheim) 5. Dachstadt (heute Markt Igensdorf) 6. Dobenreuth (heute Gemeinde Pinzberg) 7. Dormitz 8. Effeltrich 9. Ermreus (heute Gemeinde Kunreuth) 10. Ermreuth (heute Markt Neunkirchen am Brand) 11. Gaiganz (heute Gemeinde Effeltrich) 12. Gosberg (heute Gemeinde Pinzberg) 13. Großenbuch (heute Markt Neunkirchen am Brand) 14. Großengsee (heute Gemeinde Simmelsdorf, Landkreis Nürnberger Land) 15. Guttenburg (heute Stadt Gräfenberg) 16. Hallerndorf 17. Hausen 18. Heroldsbach 19. Hetzles 20. Hundshaupten (heute Markt Egloffstein) 21. Igensdorf 22. Kappel (heute Markt Hiltpoltstein) 23. Kauernhofen (heute Markt Eggolsheim) 24. Kersbach (heute Große Kreisstadt Forchheim) 25. Kirchehrenbach 26. Kleinsendelbach 27. Kunreuth 28. Langensendelbach 29. Leutenbach | 1. Lilling (heute Stadt Gräfenberg) 2. Mittelehrenbach (heute Gemeinde Leutenbach) 3. Neuses an der Regnitz (heute Markt Eggolsheim) 4. Oberehrenbach (heute Gemeinde Leutenbach) 5. Oesdorf (heute Gemeinde Heroldsbach) 6. Pautzfeld (heute Gemeinde Hallerndorf) 7. Pettensiedel (heute Markt Igensdorf) 8. Pinzberg 9. Pommer (heute Markt Igensdorf) 10. Poxdorf 11. Rettern (heute Markt Eggolsheim) 12. Reuth (heute Große Kreisstadt Forchheim) 13. Rödlas (heute Markt Neunkirchen am Brand) 14. Rüsselbach (heute Markt Igensdorf) 15. Schlaifhausen (heute Gemeinde Wiesenthau) 16. Schlammersdorf (heute Gemeinde Hallerndorf) 17. Schnaid (heute Gemeinde Hallerndorf) 18. Stöckach (heute Markt Igensdorf) 19. Thuisbrunn (heute Stadt Gräfenberg) 20. Thurn (heute Gemeinde Heroldsbach) 21. Walkersbrunn (heute Stadt Gräfenberg) 22. Weilersbach 23. Weingarts (heute Gemeinde Kunreuth) 24. Weißenohe 25. Weppersdorf (heute Gemeinde Adelsdorf, Landkreis Erlangen-Höchstadt) 26. Wiesenthau 27. Wildenfels (heute Gemeinde Simmelsdorf, Landkreis Nürnberger Land) 28. Willersdorf (heute Gemeinde Hallerndorf) 29. Wimmelbach (heute Gemeinde Hausen) 30. Zaunsbach (heute Markt Pretzfeld) |

### Seit 1972
Am 1. Januar 1977 kam die Gemeinde Rosenbach aus dem Landkreis Erlangen-Höchstadt zum Landkreis Forchheim. Sie wurden in den Markt Neunkirchen am Brand eingegliedert.
1991 schenkte Gudila Freifrau von Pölnitz den 1975 eingerichteten Wildpark bei Schloss Hundshaupten dem Landkreis Forchheim. Am 23. September 2008 erhielt der Landkreis den von der Bundesregierung verliehenen Titel „Ort der Vielfalt“.

## Einwohnerentwicklung

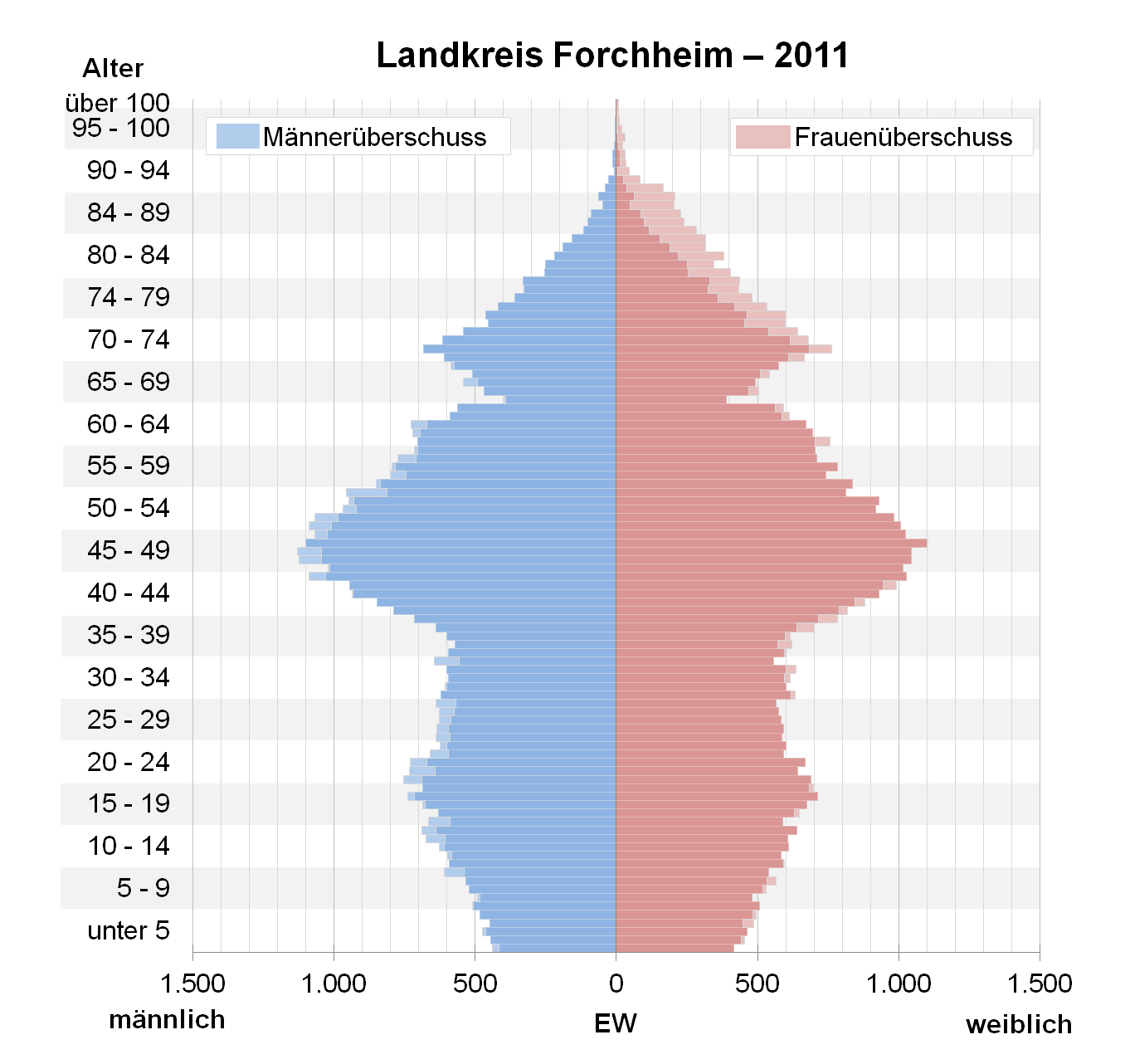
Bevölkerungspyramide für den Kreis Forchheim (Datenquelle: Zensus 2011.)

| Jahr | Einwohner | Quelle |
| ---- | --------- | ------ |
| 1864 | 30.366    | [ 7 ]  |
| 1885 | 34.357    | [ 8 ]  |
| 1900 | 27.957    | [ 9 ]  |
| 1910 | 29.679    | [ 9 ]  |
| 1925 | 29.290    | [ 10 ] |
| 1939 | 41.440    | [ 11 ] |
| 1950 | 43.878    | [ 12 ] |

| Jahr | Einwohner | Quelle |
| ---- | --------- | ------ |
| 1960 | 41.200    | [ 13 ] |
| 1970 | 46.800    | [ 14 ] |
| 1980 | 94.500    | [ 15 ] |
| 1990 | 103.000   | [ 16 ] |
| 2000 | 112.500   | [ 17 ] |
| 2010 | 112.985   |        |
| 2013 | 113.424   | [ 18 ] |

| Jahr | Einwohner | Quelle |
| ---- | --------- | ------ |
| 2014 | 113.900   | [ 19 ] |
| 2015 | 114.834   | [ 20 ] |
| 2016 | 115.259   | [ 21 ] |
| 2017 | 115.681   | [ 22 ] |
| 2018 | 116.099   | [ 23 ] |

## Politik

### Kreistag
Die letzten Kommunalwahlen führten zu den folgenden Sitzverteilungen im Kreistag:
| Kreistagswahl 2020Wahlbeteiligung: 68,5 % (+1,8 %) %403020100 35,019,218,211,78,63,43,30,7n. k. CSUFWGrüneSPDJBeAfDFDPREPWLFiGewinne und Verlusteim Vergleich zu 2014 %p 8 6 4 2 0 −2 −4−2,8−0,9+7,8−3,1+0,1+3,4+0,7−1,6−3,5CSUFWGrüneSPDJBAfDFDPREPWLFAnmerkungen:e Junge Bürgeri Wählerinitiative Landkreis Forchheim | Sitzverteilung im Kreistag Forchheim seit 2020Insgesamt 60 Sitze - SPD: 7 - Grüne: 11 - JB: 5 - FW: 12 - FDP: 2 - CSU: 21 - AfD: 2 |

| Parteien und Wählergemeinschaften | Parteien und Wählergemeinschaften    | 2020   | 2020   | 2014   | 2014   | 2008   | 2008   | 2002   | 2002   | 1996   | 1996   |
| Parteien und Wählergemeinschaften | Parteien und Wählergemeinschaften    | %      | Sitze  | %      | Sitze  | %      | Sitze  | %      | Sitze  | %      | Sitze  |
| CSU                               | Christlich-Soziale Union in Bayern   | 35,0   | 21     | 37,8   | 23     | 34,8   | 22     | 40,8   | 25     | 41,8   | 26     |
| FW                                | Freie Wähler Bayern                  | 19,2   | 12     | 20,1   | 12     | 23,4   | 14     | 20,8   | 13     | 16,7   | 10     |
| Grüne                             | Grüne Bayern                         | 18,2   | 11     | 10,4   | 6      | 8,6    | 5      | 5,7    | 3      | 6,5    | 4      |
| SPD                               | SPD Bayern                           | 11,7   | 7      | 14,8   | 9      | 15,6   | 10     | 17,9   | 11     | 17,8   | 11     |
| JB                                | Junge Bürger                         | 8,6    | 5      | 8,5    | 5      | 7,7    | 5      | 7,0    | 4      | 7,2    | 4      |
| AfD                               | AfD Bayern                           | 3,4    | 2      | –      | –      | –      | –      | –      | –      | –      | –      |
| FDP                               | FDP Bayern                           | 3,3    | 2      | 2,6    | 2      | 3,0    | 1      | 1,6    | 1      | 1,9    | 1      |
| REP                               | Die Republikaner                     | 0,7    | −      | 2,3    | 1      | 3,1    | 1      | 3,0    | 1      | 3,4    | 2      |
| WLF                               | Wählerinitiative Landkreis Forchheim | –      | −      | 3,5    | 2      | 3,7    | 2      | 3,2    | 2      | 4,8    | 2      |
| gesamt                            | gesamt                               | 100,1  | 60     | 100,0  | 60     | 99,9   | 60     | 99,8   | 60     | 100,1  | 60     |
| Wahlbeteiligung                   | Wahlbeteiligung                      | 68,5 % | 68,5 % | 66,7 % | 66,7 % | 70,9 % | 70,9 % | 71,9 % | 71,9 % | 75,5 % | 75,5 % |

### Bezirksamtmänner/-oberamtmänner bis 1938, Landräte ab 1939
- 1913–1926: Josef Völker
- Herbst 1926: vakant

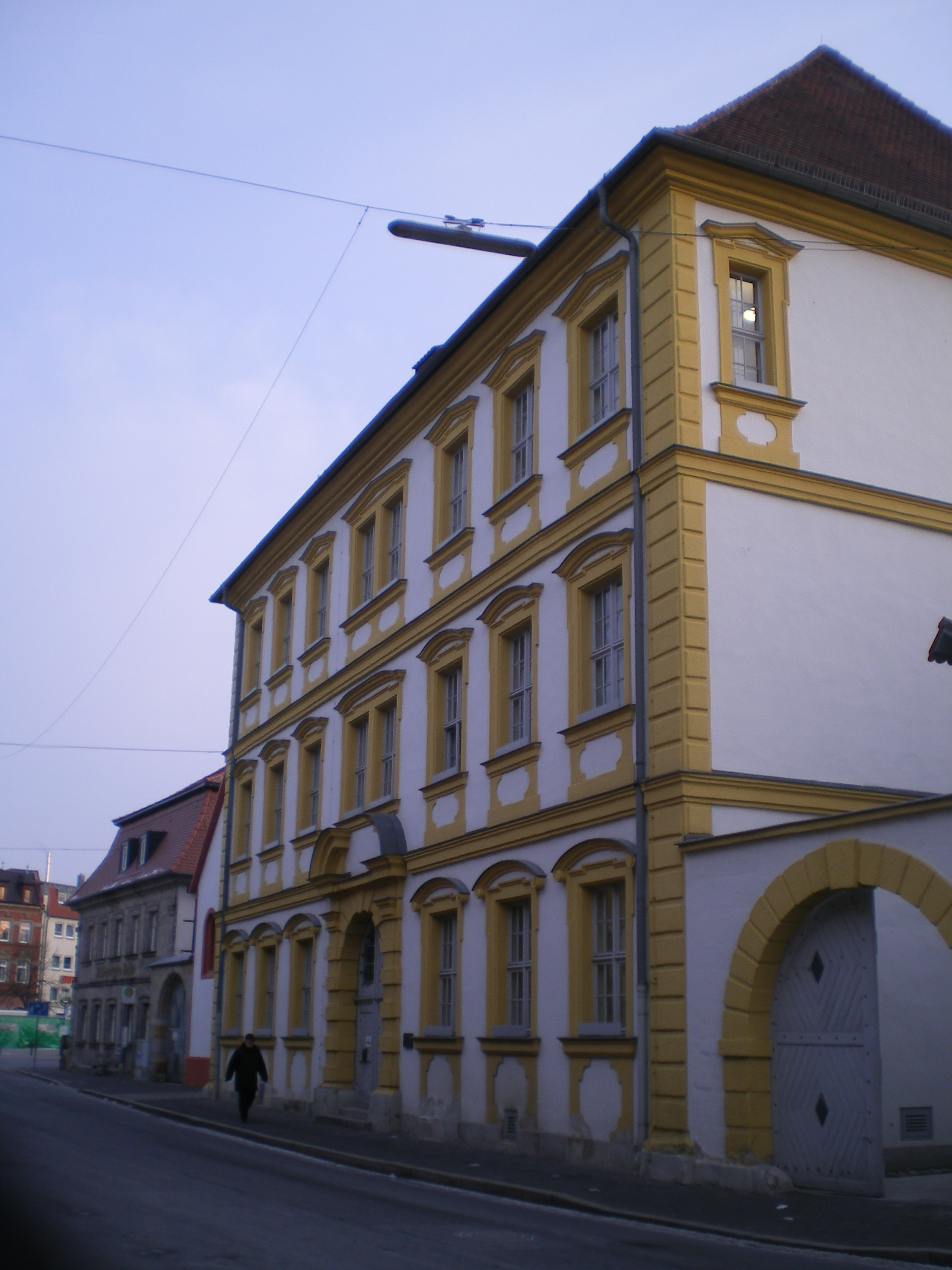
Landratsamt in Forchheim (2012)

- 1. November 1926 – 31. Juli 1931: Ernst Recht
- 1. August 1931 – 30. Juni 1933: Hermann Heindl
- 16. August 1933 – Mai 1945: Otto Künneth
- 1945–1951: Karl Schoenbach (CSU)
- 1951–1964: Paul Strian (CSU)
- 1964–1996: Otto Ammon (CSU)
- 1996–2014: Reinhardt Glauber (FW)
- 2014–: Hermann Ulm (CSU)

### Wappen
| Wappen des Landkreises Forchheim | Blasonierung: „Über silbernem Schildfuß, darin ein roter Fisch, gespalten von Gold und Rot; vorne ein linksgewendeter, mit einer silbernen Schräglinksleiste überdeckter, rot bewehrter schwarzer Löwe; hinten ein schrägliegender silberner Schlüssel.“ |
| Wappen des Landkreises Forchheim | Wappenbegründung: Das Kreiswappen geht auf die Geschichte dreier ehemaliger Gebietskörperschaften ein. - Der Bamberger Löwe bezieht sich auf das Bistum Bamberg, den wichtigsten Herrschaftsinhaber im Kreisgebiet bis zum Ende des Alten Reichs 1803. - Der Schlüssel ist dem Wappen der Herren von Schlüsselberg entnommen, die vor allem in der Gegend um Ebermannstadt von Bedeutung waren. - An die Zugehörigkeit der früher kreisfreien Stadt Forchheim zum Landkreis erinnert der Fisch aus dem Stadtwappen. |

#### Ehemaliges Wappen
Das ehemalige Wappen (bis 1974) zeigt gespalten von Gold und Rot; vorne ein linksgewendeter, mit einer silbernen Schräglinksleiste überdeckter, rot bewehrter schwarzer Löwe; hinten eine goldene Brautkrone mit abhängenden Bändern über zwei durch die Stiele verbundenen goldenen Kirschen.

### Landkreispartnerschaften
- Charlottenburg–Wilmersdorf, Deutschland
- Biscarrosse, Frankreich
- Sächsische Schweiz–Osterzgebirge, Deutschland

## Wirtschaft und Infrastruktur
Im Zukunftsatlas 2016 belegte der Landkreis Forchheim Platz 51 von 402 Landkreisen und kreisfreien Städten in Deutschland und zählt damit zu den Orten mit „hohen Zukunftschancen“.

### Verkehr

#### Bahn
Die Hauptachse des Fernverkehrs bildet das Regnitztal, in dem schon 1844 das Königreich Bayern die Strecke Nürnberg – Bamberg der Ludwigs-Süd-Nord-Bahn bauen ließ.
Von der Kreisstadt Forchheim aus nahmen die Bayerischen Staatseisenbahnen zwei Lokalbahnen in Betrieb. Die erste führte 1891 im Wiesenttal aufwärts zur ehemaligen Kreisstadt Ebermannstadt, die zweite 1892 hinüber in den Aischgrund nach Höchstadt.
Von Ebermannstadt aus sollten die Täler der Fränkischen Schweiz erschlossen werden. Zu Beginn des Ersten Weltkriegs konnte 1915 noch die Strecke im Leinleitertal nach Heiligenstadt eröffnet werden. Dagegen zog sich der Bau der Strecke nach Behringersmühle in Etappen bis 1930 hin; danach gab die Deutsche Reichsbahn den Plan auf, die Verbindung über Pottenstein nach Pegnitz herzustellen.
Der Süden des Kreises wurde 1886 durch die Sekundärbahn Erlangen–Gräfenberg (Bahnstrecken Erlangen–Eschenau und Eschenau–Gräfenberg) bedient, die unter dem Namen Seku bzw. Seekuh bekannt geworden ist.
Heute dienen dem regulären Personenverkehr noch Strecken von 34 Kilometer Gesamtlänge. Dagegen wurden vier Lokalbahn-Teilstrecken mit 39 Kilometer Länge stillgelegt:
- 1960: Gasseldorf – Unterleinleiter – Heiligenstadt
- 1961/63: Erlangen – Neunkirchen am Brand – Eschenau
- 1976: Ebermannstadt – Behringersmühle
- 1984: Forchheim – Poppendorf – Hemhofen – Höchstadt (Aisch)

Im Wiesenttal zwischen Ebermannstadt und Behringersmühle bedient die Dampfbahn Fränkische Schweiz e. V. den touristischen Verkehr mit ihrer Museumsbahn.

#### Öffentlicher Personennahverkehr (ÖPNV)
- Geschichte

Der Landkreis Forchheim war bereits früh (1987) dem Zweckverband Verkehrsverbund Großraum Nürnberg (VGN) beigetreten. Bis zur „Reformation“ des ÖPNV, die durch einen Kreistagsbeschluss im Jahre 2001 ausgelöst wurde, bestand der öffentliche Buslinienverkehr im Landkreis Forchheim aus teils eigenwirtschaftlich betriebenen und teils vom Landkreis bezuschussten Linien. Überwiegend waren die Konzessionen im Besitz des heimischen Bahnbus-Unternehmens Omnibusverkehr Franken (OVF), einzelne hielten kleinere Familienbetriebe. (Siehe auch: ÖPNV-Aufgabenträger)
- Neuorganisation der öffentlichen Buslinien

Im Jahr 2005 begann der Landkreis Forchheim als erster Landkreis Bayerns mit der europaweiten Ausschreibung seiner öffentlichen Buslinienverkehre in Form von Linienbündeln (LB). Drei LB bzw. Linien wurden zusammen mit Nachbarlandkreisen (Bayreuth, Erlangen-Höchstadt) federführend ausgeschrieben. Bis dahin hatte nur der Landkreis München bereits einzelne Linien auf dieselbe Weise neu vergeben. Unabdingbare Voraussetzung für die Ausschreibung war die Aufstellung eines den Bayerischen Nahverkehrsleitlinien entsprechenden Nahverkehrsplanes, der erstmals unter Anleitung der VGN GmbH entwickelt wurde. Insbesondere waren darin die „ausreichende Verkehrsbedienung“ sowie das Konzept der Linienbündelung festzulegen.
Im ersten Schritt gelangten sechs Linienbündel mit 20 Einzellinien und einer Gesamtverkehrsleistung von ca. 1,7 Millionen Bus-Kilometern zur Ausschreibung. Mit Ausnahme eines einzigen LB (Linie 208) gingen sämtliche Zuschläge an einheimische (Regional-)Busunternehmen, die auch bis dahin zum größten Teil die Linien schon betrieben hatten. Neben OVF erhielt erstmals auch ein Familienunternehmen den Fahrtauftrag für zwei kleinere Linien (LB 4, VGN-Linien 235, 236). Zwar verloren einige Familienbetriebe teilweise ihre eigenen Linien, jedoch konnte der Fortbestand aller örtlichen Unternehmen entgegen anfänglichen Befürchtungen als Subunternehmer gesichert werden. Die Neubetriebsaufnahme nach der ersten Ausschreibungsrunde erfolgte am 1. Juni 2006.
In den Folgejahren wurden die Linienverkehre schrittweise optimiert, was bis zur Ausschreibung nur in sehr geringem Umfang möglich war. Mit VGN-Fahrplanwechsel 2007/08 wurden LB 1 (Stadtverkehr Forchheim) zum 30-Minuten-Takt und LB 2 (Regionallinien Nord: Hallerndorf und Eggolsheim) zum Ein-Stunden-Takt in der Hauptverkehrszeit (HVZ) ausgebaut. Die zentrale Verknüpfung („Rendezvous“) aller Linien ist seitdem am neuen Zentralen Omnibusbahnhof (ZOB) Forchheim eingerichtet.
2008/09 wurden die LB 3, 4 und 5 ebenfalls zum 60-Minuten-Takt (HVZ) ausgeweitet. Zugleich wurden mit Beginn der VGN-Freizeitsaison neue Freizeitlinien im Zwei-Stunden-Takt („Trubachtalexpress“ Linie 229: Gräfenberg–Obertrubach/Egloffstein–Gößweinstein, „Wildparkexpress“ Linie 235: Bahnhof Ebermannstadt–Wildpark Hundshaupten–Egloffstein) bzw. im Ein-Stunden-Takt („Wiesenttalexpress“ Linie 389: Bhf Ebermannstadt–Pegnitz) geschaffen. Sie sind alle miteinander verknüpft und erschließen zusammen das für den gesamten Großraum Nürnberg bedeutende Naherholungsgebiet der (Forchheimer) Fränkischen Schweiz und stellen eine wichtige Grundlage des regionalen Tagestourismus an den Wochenenden dar.
Eine vierte Wochenendlinie wurde mit dem „Hallerndorfer Kellerexpress“ (VGN-Linie 265) im Jahr 2010 eingerichtet. Diese fährt in der VGN-Sommersaison (1. Mai–1. November) die beliebten zwei Linien in den Jahren 2012 und 2013 nun drei im Jahr 2014 als die Spitzenreiter der „VGN-Freizeitlinien-Charts“ etabliert.
Die Gesamtleistung des Busverkehrs im Landkreis Forchheim erhöhte sich nach Abschluss aller Optimierungsstufen von ehemals zwei auf zunächst ca. drei Millionen Kilometer. Weitere Leistungssteigerungen ergaben sich mit der erstmaligen Ausschreibung der LB 7 (Regionallinien West) und 8 (Regionallinien Süd), wobei sich der Umfang des LB 8 (DB Regiobus) nur gering veränderte, jener des LB 7 (Kraus, Buckenhofen) dagegen durch Verdichtung der Taktungen der Linie 206 abends und an den Wochenenden sowie durch Neuausrichtung der VGN-Linie 216 zum neuen S-Bahnhalt Kersbach wesentlich erweitert wurde. Eine weitere Mehrung brachte die Integration der bis dahin vom ÖPNV frei gestellten Schulbuslinie 206 S ein Jahr später in den ÖPNV.
Die letzte Leistungssteigerung brachte die zweite Ausschreibungsrunde, die mit der Neubetriebsaufnahme der LB 3 (Klemm, Ebermannstadt), 4 und 5 (Schmetterling-Reisen, Obertrubach) im Dezember 2012 eröffnet wurde. Dabei wurden drei weitere, bis dahin noch eigenwirtschaftlich betriebene Linien in die Neuvergabe einbezogen. Mit VGN-Fahrplanwechsel 2013 wurden die LB 1 (DB Regiobus), 2 (Klemm) und 6 (Schmetterling-Reisen) neu vergeben. LB 6 (VGN-Linie 208, bis dahin Effeltrich–Erlangen) wurde neu zum Bahnhof Baiersdorf ausgerichtet und die Bus-Kilometer-Leistung damit ebenfalls bedeutend erweitert.
Zum 1. Dezember 2015 betrug die auf dem Gebiet des Landkreises Forchheim erbrachte Gesamtleistung aller öffentlicher Buslinien ca. 3,6 Millionen Kilometer. Mit der geplanten Neubetriebsaufnahme der LB 7 und 8 im Dezember 2018 endet die zweite Vergaberunde, mit der alle Grundtaktverkehre von neuen und behindertengerechten Niederflurbussen gefahren werden. Sie sind durchgängig klimatisiert und RBL- und damit DEFAS-fähig. Die im Schulverkehr benötigten sonstigen Busse sind auf ein Höchstalter von 19 Jahren begrenzt.
- Busverkehr in Zahlen (Stand:VGN-Fahrplanwechsel 13. Dezember 2015)

Jährliche Linienkilometer: ca. 3,66 Millionen
Anzahl der eingesetzten Busfahrzeuge: 96
- - davon:

Standardbusse (SL): 83
Niederflur (NF): 46
Gelenkzüge (GL):        6
Klein- oder Midibusse:  8
- - Beförderte Fahrgäste (jährlich): ca. 3,6 Millionen
- Rufbus und Anrufsammeltaxi

Das Busliniennetz des Landkreises wird durch ein Anrufsammeltaxi (AST)- und Rufbus (RBus)-System ergänzt. Während der RBus lediglich als Ersatz oder wirtschaftlichere Lösung in Form von Klein- anstelle von Standardlinienbussen fungiert, deckt das AST die sogenannten gesamten Schwachverkehrszeiten (SVZ) im Zwei-Stunden-Takt ab. Damit wird das Landkreisgebiet in nachfrageschwachen Verkehrszeiten außerhalb der regulären Busfahrplanzeiten mit Taxi- und Kleinbusfahrten versorgt. Seit dem VGN-Fahrplanwechsel 2015/16 sind diese in den regulären Busfahrplänen abgebildet.

#### Straßen
Durch den Landkreis verläuft in Nord-Süd-Richtung, mit direkter Anbindung der Kreisstadt Forchheim, die Bundesautobahn 73. Die Bundesstraße 470 kommt bei Gößweinstein aus Osten in den Landkreis und verläuft über Ebermannstadt und Forchheim nach Heroldsbach, wo sie westlich des Ortes das Kreisgebiet wieder verlässt. Die Bundesstraße 2 verläuft im Südosten des Landkreises (Igensdorf, Gräfenberg, Hiltpoltstein).

#### Flugplätze
In der Nähe von Ebermannstadt befindet sich der Flugplatz Burg Feuerstein, ein Verkehrslandeplatz für Kleinflugzeuge. In Dobenreuth befindet sich das Segelfluggelände Dobenreuth und in der Nähe von Neunkirchen am Brand der Sonderlandeplatz Flugplatz Hetzleser Berg.

### Wirtschaft
Im Landkreis Forchheim sind 22.161 sozialversicherungspflichtig Beschäftigte tätig (Stand: Juni 2004). Im Gegensatz zu anderen Landkreisen Nordbayerns verzeichnet Forchheim eine relativ stabile Beschäftigtenentwicklung.
Im verarbeitenden Gewerbe (Industrie + Produzierendes Handwerk) waren 2005 6477 Mitarbeiter in Betrieben mit 20 und mehr Arbeitnehmern beschäftigt, die 2,27 Milliarden Euro umsetzten. 72,3 % des Umsatzes entfielen auf das Ausland.
Größte Arbeitgeber sind laut Industrie- und Handelskammer (IHK) für Oberfranken die Siemens Healthineers (Forchheim, Medizintechnik), die Kennametal GmbH & Co. KG (Ebermannstadt, Werkzeugbau) und das Klinikum Fränkische Schweiz mit Häusern in Forchheim und Ebermannstadt. 
Sehr viele Einwohner aus der Stadt und dem Landkreis Forchheim pendeln zum Arbeiten nach Erlangen.

### Schulen
Im Landkreis gibt es folgende weiterführende Schulen:
- Realschule Ebermannstadt
- Gymnasium Fränkische Schweiz in Ebermannstadt
- Georg-Hartmann-Realschule in Forchheim
- Herder-Gymnasium Forchheim
- Ehrenbürg-Gymnasium Forchheim
- Ritter-von-Wirnt-Realschule in Gräfenberg
- Mittelschule Gräfenberg
- Ritter-von-Traitteur-Mittelschule in Forchheim
- Adalbert-Stifter-Mittelschule in Forchheim
- Mittelschule Eggolsheim
- Mittelschule Hallerndorf
- Mittelschule Heroldsbach
- Mittelschule Gößweinstein
- Mittelschule Kirchehrenbach
- Mittelschule Neunkirchen am Brand

## Gemeinden
(Einwohner am 31. Dezember 2024)
| Städte 1. Ebermannstadt (6688) 2. Forchheim, Große Kreisstadt (33.017) 3. Gräfenberg (4160) Märkte 1. Eggolsheim (6414) 2. Egloffstein (2108) 3. Gößweinstein (4298) 4. Hiltpoltstein (1479) 5. Igensdorf (5063) 6. Neunkirchen a.Brand (8056) 7. Pretzfeld (2359) 8. Wiesenttal (2539) Weitere Gemeinden 1. Dormitz (1942) 2. Effeltrich (2443) 3. Hallerndorf (4161) 4. Hausen (3698) 5. Heroldsbach (5050) 6. Hetzles (1362) 7. Kirchehrenbach (2167) 8. Kleinsendelbach (1441) 9. Kunreuth (1400) 10. Langensendelbach (3043) 11. Leutenbach (1635) 12. Obertrubach (2177) 13. Pinzberg (1951) 14. Poxdorf (1568) 15. Unterleinleiter (1227) 16. Weilersbach (1977) 17. Weißenohe (1170) 18. Wiesenthau (1591) | Verwaltungsgemeinschaften 1. Dormitz (Gemeinden Dormitz, Hetzles und Kleinsendelbach) 2. Ebermannstadt (Stadt Ebermannstadt und Gemeinde Unterleinleiter) 3. Effeltrich (Gemeinden Effeltrich und Poxdorf) 4. Gosberg (mit Sitz in Pinzberg; Mitgliedsgemeinden: Kunreuth, Pinzberg und Wiesenthau) 5. Gräfenberg (Stadt Gräfenberg, Markt Hiltpoltstein und Gemeinde Weißenohe) 6. Kirchehrenbach (Gemeinden Kirchehrenbach, Leutenbach und Weilersbach) |

## Kultur und Sehenswürdigkeiten
Im Landkreis Forchheim befinden sich u. a. folgende Sehenswürdigkeiten:
|  | Tanzlinde                    | Gemeinde Effeltrich |
|  | Ehrenbürg (Walberla)         |                     |
|  | Burg Forchheim (Kaiserpfalz) | Stadt Forchheim     |
|  | Burg Gößweinstein            | Markt Gößweinstein  |
|  | Tal der Wiesent              | Gemeinde Wiesenttal |

Die Stadt Forchheim ist auch durch das in der Adventszeit zum „schönsten Adventskalender der Welt“ umgestaltete Rathaus bekannt.

## Steinkreuze
Im Landkreis befinden sich zahlreiche Steinkreuze, die zum größten Teil auch als Baudenkmäler ausgewiesen sind.

## Pfarrhäuser
Siehe auch: Liste von Pfarrhäusern im Landkreis Forchheim

## Schutzgebiete
Im Landkreis Forchheim gibt es fünf Naturschutzgebiete, vier Landschaftsschutzgebiete, 23 geschützte Landschaftsbestandteile, 17 FFH-Gebiete, 230 Naturdenkmäler und 96 ausgewiesene Geotope. (Stand September 2016)
Siehe auch:
- Liste der Naturschutzgebiete im Landkreis Forchheim
- Liste der Landschaftsschutzgebiete im Landkreis Forchheim
- Liste der geschützten Landschaftsbestandteile im Landkreis Forchheim
- Liste der Naturdenkmäler im Landkreis Forchheim
- Liste der FFH-Gebiete im Landkreis Forchheim
- Liste der Geotope im Landkreis Forchheim

## Freizeit und Sport

### Freizeit
Das Forchheimer Annafest im Kellerwald zählt um die 500.000 Besucher.

### Sport
Vom Sportamt des Landkreises Forchheim wird der Fränkische Schweiz-Marathon veranstaltet, mit Start in Forchheim, Wendepunkt ist die Sachsenmühle und das Ziel Ebermannstadt.
Seit Sommer 2010 ersetzt das Ganzjahresbad Königsbad das Hallenbad und das beheizte Freibad in Forchheim. Im Westen der Stadt befindet sich die 21 Hektar große Sportinsel mit umfangreichem Freizeitangebot.

## Kfz-Kennzeichen
Am 1. Juli 1956 wurde dem Landkreis bei der Einführung der bis heute gültigen Kfz-Kennzeichen das Unterscheidungszeichen FO zugewiesen. Es wird durchgängig bis heute ausgegeben. Seit dem 10. Juli 2013 sind durch die Kennzeichenliberalisierung auch die Unterscheidungszeichen EBS (Ebermannstadt) und PEG (Pegnitz) erhältlich.